# Tahiti szalangána
A tahiti szalangána[forrás?] (Aerodramus leucophaeus) a madarak (Aves) osztályának sarlósfecske-alakúak (Apodiformes) rendjébe, ezen belül a  sarlósfecskefélék (Apodidae) családjába tartozó faj.

## Rendszerezése
A fajt Titian Peale amerikai ornitológus írta le 1848-ban, a Macropteryx nembe Macropteryx leucophaeus néven.

## Alfajai
- Aerodramus leucophaeus leucophaeus (Peale, 1848)
- Aerodramus leucophaeus sawtelli (Holyoak, 1974)[2]

## Előfordulása
Francia Polinéziához tartozó Tahiti szigetén honos. Természetes élőhelyei a szubtrópusi és trópusi hegyi esőerdők, sziklás környezetben, barlangok közelében. Állandó, nem vonuló faj.

## Megjelenése
Testhossza 11 centiméter.

## Természetvédelmi helyzete
Az elterjedési területe nagyon nagy, egyedszáma pedig stabil. A Természetvédelmi Világszövetség Vörös listáján nem fenyegetett fajként szerepel.